# Paul Allen
Paul Gardner Allen, född 21 januari 1953 i Seattle, Washington, död 15 oktober 2018 i Seattle, Washington, var en amerikansk entreprenör inom databranschen. Han är mest känd som medgrundare till Microsoft tillsammans med Bill Gates. Han lämnade Microsoft 1983 efter att ha fått Hodgkins sjukdom.
Paul Allen var son till Kenneth Sam Allen och Edna Faye Allen. Han gick på Lakeside School i Seattle, där han lärde känna Bill Gates. Han studerade vid  Washington State University, men slutade efter två år för att bli programmerare på Honeywell i Boston. Gates och Allen grundade Micro-Soft, senare Microsoft, i april 1975 med Gates som vd. Med MS-DOS fick företaget genom ett avtal med IBM dominans för operativsystem för persondatorer under 1980-talet. 
Allen sponsrade bland annat Spaceshipone, ett försök att göra kommersiella rymdfärder ihop med Burt Rutan. Han ägde ett eget Boeing-flygplan och en av världens största privatägda motoryachter, den 126 meter långa Octopus.

## Tillgångar

### Fartyg
- Charade (motoryacht) såld[3][4]
- Meduse (motoryacht) såld[3][4]
- Octopus (megayacht) såld[5]
- Petrel (forskningsfartyg)[6]
- Tatoosh (superyacht)[7]

### Sport
- Portland Trail Blazers i NBA – Ägare
- Seattle Seahawks i NFL – Ägare
- Seattle Sounders i MLS – Delägare